# 마틴 밴 뷰런 대통령 취임식
마틴 밴 뷰런의 제8대 미국 대통령 취임식은 1837년 3월 4일 토요일, 워싱턴 D.C.의 미국 국회의사당 동쪽 포르티코에서 열렸다. 이는 13번째 미국 대통령 취임식이었으며, 마틴 밴 뷰런의 대통령 임기와 리처드 멘터 존슨의 부통령 임기 시작을 알렸다. 부통령 겸 대통령 당선자 밴 뷰런은 그의 전임자인 앤드루 잭슨과 함께 네 마리의 회색 말이 끄는 USS 컨스티튜션의 나무로 만든 작은 패튼 마차를 탔다. 퇴임하는 대통령과 취임하는 대통령이 함께 국회의사당으로 이동한 것은 이때가 처음이었다. 밴 뷰런은 1989년 조지 H. W. 부시까지 선거를 통해 대통령으로 취임한 마지막 현직 부통령이 되었다.
이 행사는 취임하는 대통령에 대한 축하보다는 퇴임하는 대통령에 대한 헌사에 가까웠다. 밴 뷰런의 취임 연설은 이에 대해 아쉬움을 표했다.
국민으로부터 저의 저명한 전임자에게 두 번이나 맡겨진 신성한 신뢰를 받고, 그가 그토록 성실하고 훌륭하게 수행했기에, 저는 그와 동등한 능력과 성공으로 이 힘든 과업을 수행할 수 있을 것이라고 기대하지 않습니다. 그러나... 저는 저의 길에도 그와 같은 격려적인 지지가 함께할 것이라고 희망합니다.
단 한 명을 제외하고, 새 행정부는 잭슨의 내각 전체를 유지했으며, 밴 뷰런은 "대체로 잭슨 대통령의 발자취를 따를 것"이라고 다짐했다.

## 같이 보기
- 마틴 밴 뷰런 행정부
- 1836년 미국 대통령 선거